# Каёла, Иван Антонович
Иван Антонович Каёла (26 ноября 1928, с. Работино, Запорожский округ — 25 октября 2007, Запорожье) — передовик советской чёрной металлургии, сталевар металлургического комбината «Запорожсталь». Герой Социалистического Труда (1971).

## Биография
Родился 26 ноября 1928 года в селе Работино (ныне — Токмакского района Запорожской области) в крестьянской семье. Украинец. С октября 1941 по 1943 годы находился на оккупированной немецко-фашистскими войсками территории. После освобождения села, с 1943 года стал работать в колхозе имени Т. Г. Шевченко. Трудился прицепщиком, а позже трактористом.
В 1948 году окончил школу фабрично-заводского обучения № 2 металлургического комбината «Запорожсталь». Поступил на работу на комбинат помощником сталевара мартеновского цеха, c февраля 1952 — сталевар. За время работы выплавил три миллиона тонн стали. Позже возглавил бригаду сталеваров. Уже к концу 1958 года его бригада выплавила более 300 тысяч тонн стали. Член КПСС с 1957 года.
В восьмой пятилетки производственные результаты бригады были заметно улучшены. Бригада стала передовой, а за опытом и знаниями в области изготовления стали приезжали с различных концов страны. Его называли виртуозом своего дела, он мог на глаз определить содержание углерода в металле и с точностью до десятых градусов — температуру в печи.
Указом Президиума Верховного Совета СССР от 30 марта 1971 года за выдающиеся успехи, достигнутые при выполнении заданий пятилетнего плана по развитию чёрной металлургии Каёле Ивану Антоновичу присвоено звание Героя Социалистического Труда с вручением ордена Ленина и золотой медали «Серп и Молот».
Продолжал трудиться на Запорожском металлургическом заводе. в 1983 году вышел на заслуженны отдых. Свой богатый опыт металлург передавал специалистам из других иностранных государств (Канады, Германии, Венгрии, Польши).
Избирался депутатом районного Совета народных депутатов. Делегат XXVII съезда Компартии Украины.
Жил в городе Запорожье, в последние годы жизни проживал в селе Беленькое Запорожского района. Умер 25 октября 2007 года. Похоронен в Запорожье.

## Награды
За трудовые успехи удостоен:
- золотая звезда «Серп и Молот» (30.03.1971)
- два ордена Ленина (19.07.1958, 30.03.1971)
- Заслуженный металлург Украинской ССР (1968)
- другие медали.